# 아메리카멧밭쥐족
아메리카멧밭쥐족(Reithrodontomyini)은 쥐상과 비단털쥐과에 속하는 설치류 족의 하나이다. 9개 속으로 이루어져 있다.

## 하위 속
- 흰발생쥐속 또는 사슴쥐속, 페로미스쿠스속 (Peromyscus)
- 아메리카멧밭쥐속 (Reithrodontomys)
- 메뚜기쥐속 (Onychomys)
- 멕시코화산쥐속 (Neotomodon)
- 플로리다쥐속 (Podomys)
- 지협쥐속 또는 파나마쥐속 (Isthmomys)
- 자이언트사슴쥐속 (Megadontomys)
- 셈포알테펙사슴쥐속 또는 하브로미스속 (Habromys)
- 미초아칸사슴쥐속 (Osgoodomys)